# الولجة (ولاية غليزان)
الولجة  هي إحدى بلديات دائرة عمي موسى ولاية غليزان الجزائرية.

## مواصلات
- الطريق الولائي رقم 14

## أعلام
- واضح بن عاصم المكناسي

## معالم
- قصركاوة

## وصلة خارجية
- بلديـة الولجة